# Boogie Chillen’
Boogie Chillen’ ist der Titel eines 1948 entstandenen Bluesstandards und Millionensellers von John Lee Hooker.

## Entstehungsgeschichte
John Lee Hooker arbeitete seit 1943 bei Ford in Detroit als Hausmeister. Abends spielte er in den Kneipen seinen typischen Mississippi-Blues. Er verfeinerte seinen Stil bei dem lokalen Plattenladenbesitzer Elmer Barbee, der auch ein Aufnahmegerät besaß und Hooker bei der Entstehung von Boogie Chillen’ half. Barbee fungierte als Hookers Manager und nahm mit ihm am 12. Juni 1948 eine erste Demoaufnahme auf (Rocks). „Chillen’“ steht für „children“ im Südstaaten-Slang. Der Titel bedeutet also „Kinder des Boogie“. Eine Variation der Schreibweise ist Boogie Chillun. Das Stück stellt eine Adaption des alten Folksongs Mama Don’t Allow me to stay out all Night Long dar. Plattenladenbesitzer Barbee empfahl Hooker weiter an den Plattenlabelinhaber Bernard Besman vom Detroiter Independent-Label Sensation Records. Besman wiederum sorgte für einen Aufnahmetermin in den United Sound Studios in Detroit.
Boogie Chillen’ entstand am 3. September 1948 in der ersten kommerziellen Aufnahmesession für John Lee Hooker im Studio B der United Sound Studios, produziert von Bernard Besman. Der Produzent Besman stellte Hooker anlässlich der später erfolgenden Vertragsauflösung die Bedingung, dass Besman die Hälfte der Tantiemen bekam, indem er sich als Mitkomponist bei allen zusammen aufgenommenen Titeln eintragen ließ – ein Geschäftsgebaren, das damals in der Musikbranche üblich war. Toningenieur bei dem echobetonten Song mit den typischen Gitarren-Staccatos und dem ungewöhnlichen Fußstampfen war Studioinhaber Joe Siracuse; Hooker begleitet sich lediglich auf einer Stella-Akustik-Gitarre mit elektrischem Verstärker. In dieser Session entstanden auch Sally May (oder Sally Mae; A-Seite), Highway Blues oder Wednesday Evening Blues, insgesamt wurden 10 Titel verewigt. Die ersten drei Titel verbrauchten einen großen Teil der für 3 Stunden anberaumten Aufnahmezeit, so dass Boogie Chillen’ unter Zeitdruck entstand.
Die Aufnahmebedingungen waren technisch so einwandfrei, dass zu hören ist, wie Hookers Finger die Gitarrensaiten berühren. Pianist Todd Rhodes war während der Session noch anwesend und spielte Hooker ein paar Boogie-Takte vor. Hierdurch inspiriert, entwickelte Hooker die Riffs für Boogie Chillen’; der Rhythmus selbst ist jedoch kein Boogie, sondern einem Shuffle angenähert. Die riffgeladene Melodie besteht aus nur einem Akkord, wobei das Intro mit einem sich wiederholenden Vamp und einer aufsteigenden Basslinie beginnt. Die gerade Achtelnote wiederum ist charakteristisch für den Mississippi-Blues, mit dem Hooker aufwuchs. Er trägt den fiktiven Text im Stil des Talking Blues (gedehntes Sprechen im so genannten low drawl) vor und erzählt reimlos von seiner erstmaligen Ankunft in Detroit, wo man auf der Hastings Street über Henry's Swing Club sprach. Als Hooker sich im Club von der Atmosphäre überzeugen konnte, war er begeistert von den dort anwesenden Boogie Chillen’. Der Text reflektiert Hookers Eindrücke von einer mit Unterhaltungs- und Nachtlokalen geprägten Straße. Henry's Swing Club ist auch der Titel eines alternativ aufgenommenen Takes von Boogie Chillen’.

## Veröffentlichung und Erfolg

John Lee Hooker – Boogie Chillen’ #2 (Sensation Records, 1950)

Besman gehörte zwar das Plattenlabel Sensation Records, er verkaufte jedoch einen Teil der von Hooker entstandenen Masterbänder an Modern Records. Lediglich 10 Hooker-Titel brachte er bei Sensation Records heraus. Die Single Sally Mae / Boogie Chillen’ (Modern Records #627) kam am 3. November 1948 auf den Markt, belegte am 19. Februar 1949 für eine Woche den ersten Rang in der Rhythm-&-Blues-Hitparade und war mit einer Million verkaufter Platten der erste Erfolg des Detroiter Tonstudios und auch für John Lee Hooker. Er nahm nachfolgend fast 20 weitere Versionen von Boogie Chillen’ auf, erstmals der am 28. April 1950 in Detroit als Boogie Chillen’ #2 entstandene Titel (Sensation Records 34) und auch zusammen mit Canned Heat für das Album Hooker 'n Heat (Januar 1971). Boogie Chillen’ wurde 1985 in die Blues Hall of Fame und 1999 in die Grammy Hall of Fame aufgenommen und rangiert auf Platz 332 der Songs of the Century.

## Urheberrechtsstreit
Im Juni 1992 reichte Bernard Besman gegen ZZ Tops La Grange (aus dem Album Tres Hombres; Juli 1973)  wegen Urheberrechtsverletzung eine Klage ein. Hookers Version mit Canned Heat aus dem Jahre 1971 besaß die meisten Gemeinsamkeiten mit La Grange, insbesondere das Gitarrenmuster und den „howl, howl, howl“-Gesang. Das Gericht gelangte jedoch zu dem Ergebnis, dass das Urheberrecht nach dem amerikanischen Copyright Law aus dem Jahr 1909 für das 1948 veröffentlichte Lied bereits erloschen war, weshalb es zum Zeitpunkt des Entstehens von La Grange gemeinfrei gewesen sei und wies die Klage Besmans ab. Wegen des abgelaufenen Urheberrechtsschutzes musste es sich nicht mehr mit der eigentlichen Plagiatsfrage befassen. Das (urheberrechtlich nicht schutzfähige) Boogie-Riff kommt insbesondere vor in Norman Greenbaums Spirit in the Sky (Dezember 1969) und Led Zeppelins Whole Lotta Love (November 1969), das noch in einen anderen Plagiatsstreit verwickelt war.

## Coverversionen
Es gibt mindestens 138 Versionen des Liedes, die den Originaltitel verwenden. Auch unter den Titeln Boogie Children oder Boogie Chillun gibt es weitere Coverversionen. Die erste Coverversion erschien ersichtlich erst 1959 von Boy Blue auf der Mississippi-Fred-McDowell-LP Downhome Blues als Boogie Children, es folgte Boogie Chillun von Lovey Williams (Dezember 1968). Canned Heat brachte zusammen mit John Lee Hooker das Album Hooker 'n Heat heraus (Januar 1971), das eine 11:33 Minuten lange Fassung von Boogie Chillen’ #2 enthält.

## Musikbeispiele
- John Lee Hooker: Boogie Chillen’ (Original Version) auf YouTube
- John Lee Hooker & Canned Heat: Boogie Chillen No. 2 auf YouTube
- Farm: Let That Boy Boogie auf YouTube
- ZZ Top: La Grange auf YouTube
- John Lee Hooker, Eric Clapton & The Rolling Stones: Boogie Chillen' (Live, 1989) auf YouTube